# Греф, Густав
Густав Греф (нем. Gustav Graef; 14 декабря 1821, Кёнигсберг — 6 января 1895, Берлин) — немецкий исторический и портретный живописец. Член Прусской академии искусств с 1880 года.

## Биография

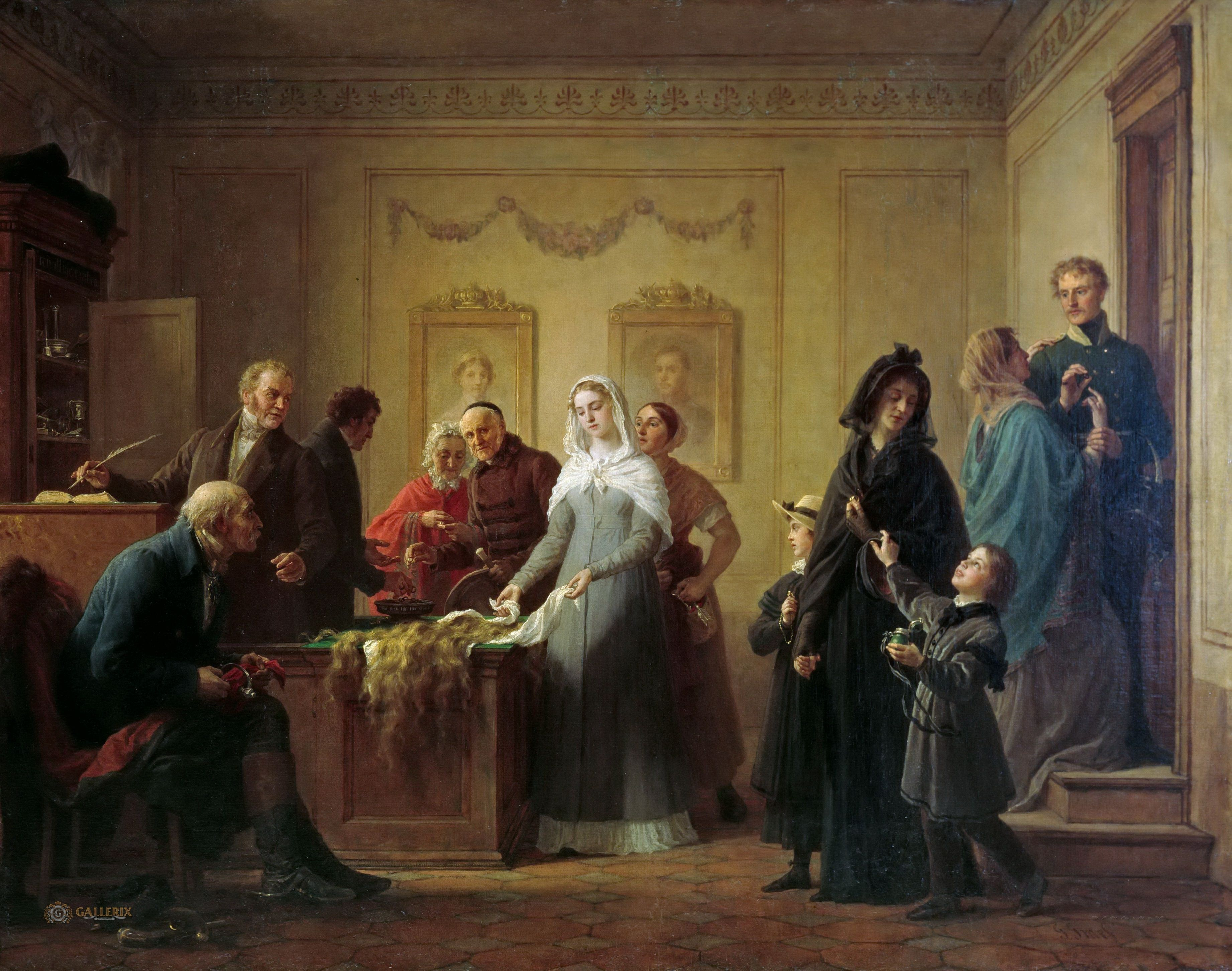
Г. Греф. «Фердинанда фон Шметтау жертвует свои волосы на Алтарь Отечества в 1813 г.», 1862 г.

В 1842 году поступил в Кёнигсбергский университет, где был активным членом студенческого сообщества и создал свою первую литографию. В 1843—1846 годах обучался в Дюссельдорфской королевской академии художеств под руководством Фердинанда Теодора Хильдебрандта и Фридриха Вильгельма фон Шадова, затем совершил несколько поездок в Антверпен, Париж, Мюнхен, провёл четыре года в Италии.
По возвращении в Кёнигсберг женился на художнице Франциске Либрейх (1824—1893), сестре фармаколога Оскара Либрейха и офтальмолога Рихарда Либрейха. Один из их сыновей, Бото стал известным историком искусств. Дочь Сабина вышла замуж за художника Рейнгольда Лепсиуса и сама стала известной художницей.
С 1852 года жил в Берлине. В 1849 году получил заказ на создание фресок в купольной зале Нового музея. Им была написана огромная картина «Карл Великий усыновляет Видукинда» (эпизод Саксонской войны) по эскизу Вильгельма фон Каульбаха, стилю которого он подражал и в других своих монументальных работах.
Затем последовал заказ на создание четырёх, исполненных восковыми красками сцен из сказаний о Геракле и Тезее для берлинского Старого музея.
Перейдя потом от древности и мифологии к новейшей истории, Греф написал прекрасные жанровые картины: «Любовь к отечеству в 1813 году» (находится в Берлинской национальной галерее), «Выступление восточнопрусского ландвера в поход» и «Прощание литовского ополченца со своею возлюбленной».
После 1862 года, он сосредоточился на портретной живописи, написании идеализированных женских портретов, которые принесли ему большой коммерческий успех. В 1868—1870 гг. украсил вестибюль университетского здания в Кёнигсберге четырьмя большими историческими картинами, изображающими Солона, Фидия и Демосфена в важнейшие моменты их жизни, и некоторые другие работы в том же роде.
Густав Греф стал членом Прусской академии искусств в 1880 году. Состоял профессором Берлинской академии художеств.
На пике своей славы, в 1885 году Греф был арестован и обвинён в связи с несовершеннолетней моделью. Это вызвало крупный скандал в берлинском обществе, так как молодая девушка была из знатной семьи, благосклонно настроенной к художнику. Впоследствии он был оправдан, не без большого ущерба для обеих сторон.

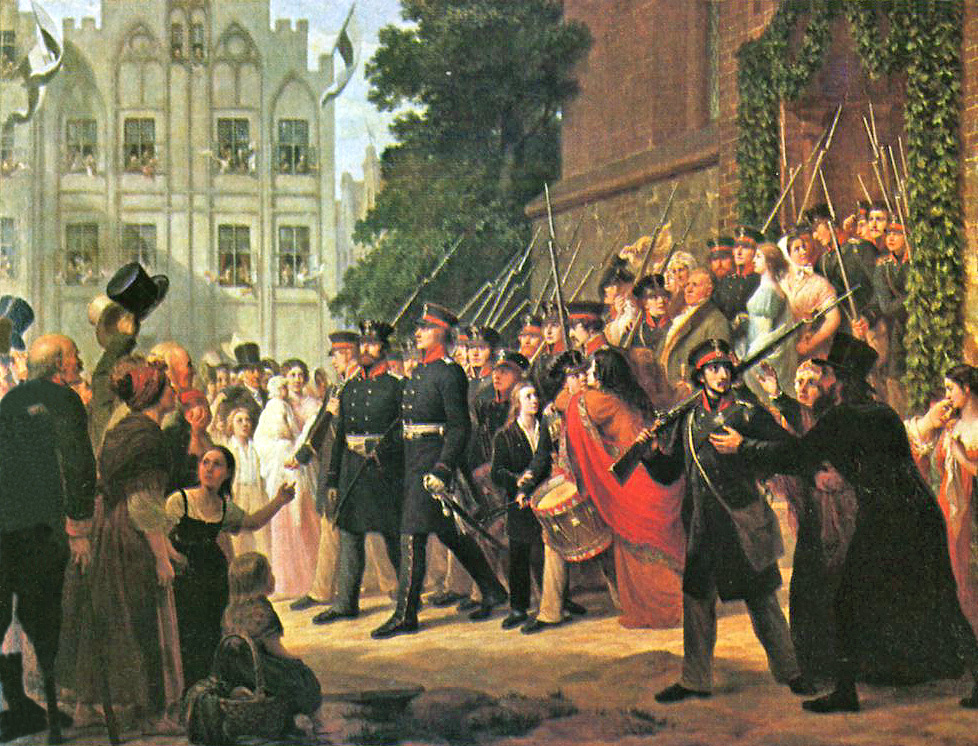
Выступление восточнопрусского ландвера в поход (1861)
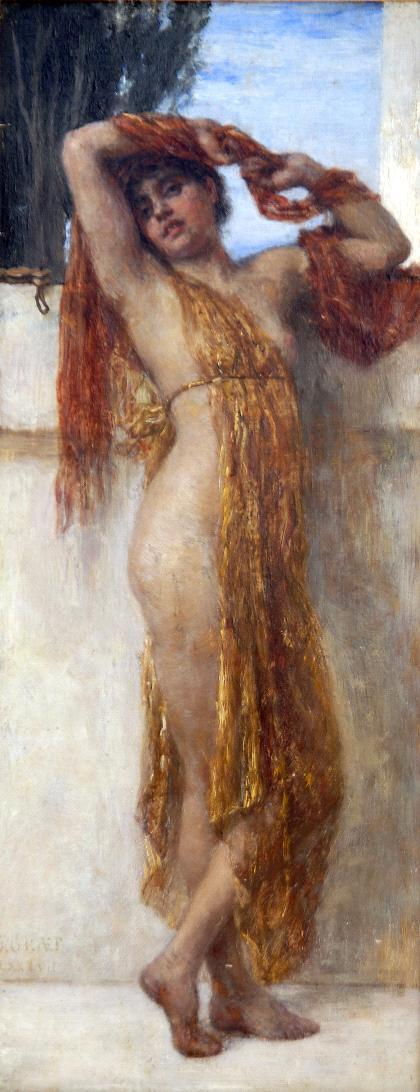
Восточная девушка (1887)
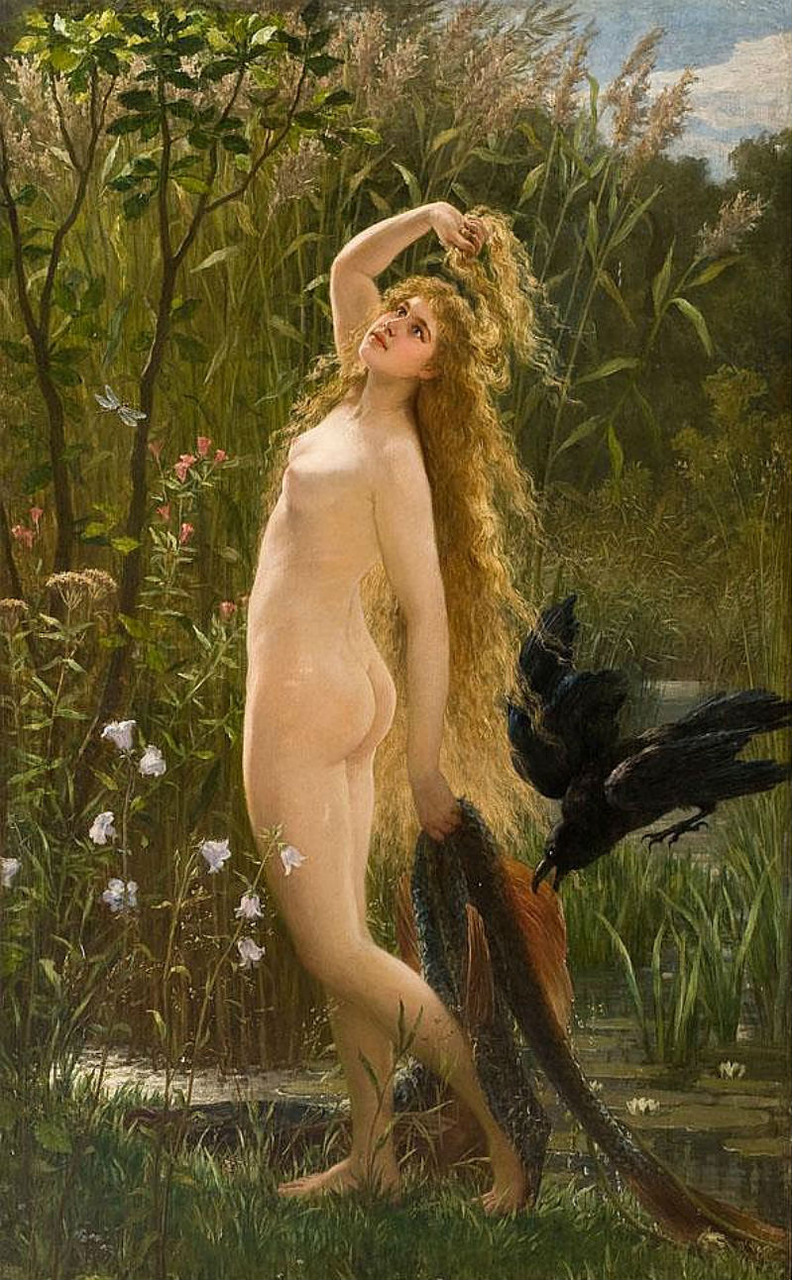
Русалка (до 1895)
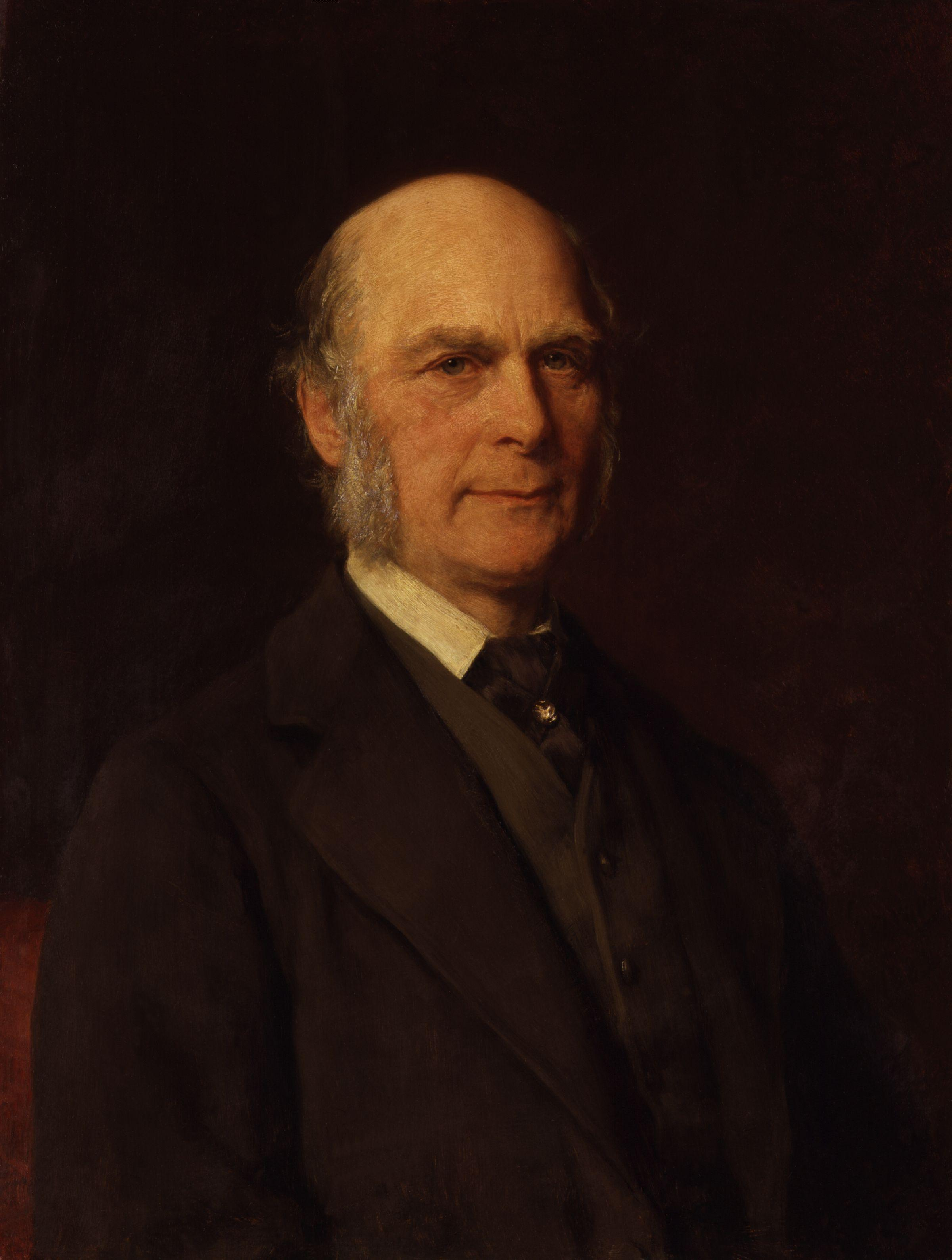
Портрет Фрэнсиса Гальтона